# L'inferno è in terra
L'inferno è in terra (The Doomsters) è un romanzo di genere hard boiled dello scrittore statunitense Ross Macdonald. Pubblicato nel 1958, è il settimo libro della serie dedicata all'investigatore Lew Archer.
Oltre che in italiano, il libro è stato tradotto in svedese, olandese, tedesco, danese, spagnolo, francese e altre lingue.

## Trama
Svegliandosi una mattina, Lew Archer si trova in camera un giovane, Carl Halmann, appena fuggito da una clinica psichiatrica con un tossicodipendente, Tom Rica, con il quale aveva fatto amicizia. Archer aveva conosciuto Rica tre anni prima e comprende che almeno Carl si aspetta aiuto, ma lo convince a tornare alla clinica e lo accompagna in auto. In prossimità dell'istituto, Carl aggredisce Archer e lo lascia esanime a terra, mentre lui si dilegua con l'auto. Rinvenuto, l'investigatore si dirige alla clinica e dà l'allarme, apprendendo così che Carl non avrebbe dovuto scappare: essendo pressoché guarito, lo avrebbero presto dimesso. Inoltre, la moglie Mildred gli aveva fatto visite costanti e affettuose e non aspettava che di riportarlo a casa, anche se il fratello e la cognata di Carl speravano che non uscisse mai più.
Archer incontra anche lo sceriffo, Ostervelt: prepotente e molto ostile a Carl, Ostervelt non esita a minacciare e aggredire l'investigatore, che viene salvato dall'intervento di un giornalista, Slovekin. Ciò avviene alla fattoria degli Halmann, dove si crede che Carl si sia rifugiato. Ma l'uomo sfugge alle ricerche e poco dopo, nella serra, due colpi di pistola uccidono Jerry, fratello maggiore di Carl, che ormai è ricercato per assassinio. Ad Archer la polizia rifiuta ogni informazione, ma egli è convinto dell'innocenza di Carl, perché la moglie di Jerry ha una tresca con il medico di famiglia, Grantland, che aveva anche assistito alle morti di Jeremiah e Alicia, i genitori Halmann. Il padre aveva avuto un infarto dopo un litigio con Carl e la madre era forse morta suicida, annegata. La morte di Jerry spianava la strada alla vedova (Zinnie), che avrebbe ereditato tutto per sé e la figlioletta Martha, qualora Carl fosse risultato colpevole, e ad Archer è evidente che Grantland da anni gioca un ruolo molto ambiguo con tutta la famiglia. Intanto Carl è ricercato ormai da settanta uomini armati.
Archer va a cercare Tom Rica, lo trova in crisi di astinenza e, fra molte ammissioni sconclusionate, capisce che il drogato da tre anni ricatta Grantland, per la morte di Alicia Hallman. Ma un'altra verità colpisce l'investigatore: a suo tempo, Rica aveva tentato di parlare proprio con lui, che aveva troppi problemi personali (divorzio e ubriachezza) e non era in grado di valutare la condizione del giovane. Ora capisce e si precipita da Grantland e qui scopre il cadavere di Zinnie nella propria auto. Irrompe nella casa del medico e, tenendolo a bada con la pistola, si fa mostrare la camera dove è avvenuto il delitto. Grantland, per pulire tutto il sangue, aveva versato petrolio dappertutto e riesce a stordire Archer, poi incendia la casa. Archer si riprende presto e insegue la macchina del medico: questi si è diretto a casa della madre di Mildred e qui Ostervelt gli spara uccidendolo. Quindi, sotto gli occhi di Archer, spara anche a Carl, che si era nascosto lì. Tuttavia, sebbene mosso dall'odio per Carl e dal desiderio di sposare Mildred, anche lo sceriffo si rende conto che la casa era stata piantonata per varie ore e Carl, in quell'intervallo di tempo, non poteva avere ucciso Zinnie. Viene quindi incontro a Mildred, che vuole testimoniare il mattino seguente.
Quando finalmente Archer rimane solo con Mildred, la induce a confessare che lei ha ucciso il senatore Jeremiah, dando al suo crimine l'aspetto di un incidente; questo aveva provocato l'internamento di Carl e lei, dopo la fuga del marito, aveva ucciso Jerry e più tardi Zinnie. Mildred si accolla anche la morte della suocera, avvenuta nello studio di Grantland. Il suo movente aveva profonde radici: in attesa di un bimbo, era stata respinta dagli Hallman dapprima, quindi Alicia l'aveva portata da Grantland che le aveva praticato un aborto (lei si era pentita all'ultimo momento, ma il medico aveva agito ugualmente). Non è un problema assicurare alla giustizia la poveretta, ma ancora si deve sentire Rica, cui Grantland aveva somministrato una dose eccessiva di droga, con il chiarissimo intento di metterlo a tacere. Quando Rica si riprende, afferma che Grantland è l'assassino di Alicia e che lui (Rica) aveva guidato l'auto fino al molo, dove Grantland aveva gettato in acqua la donna, impedendole di difendersi. Con Carl, Mildred e Rica in manicomio, Archer deve ripensare a quel giorno in cui, respingendo Rica, era entrato a far parte dei colpevoli morali della tragedia, colpevoli tutti, vittime comprese.

## Personaggi
- Lew Archer, investigatore privato di Los Angeles.
- Carl Hallman, giovane (24 anni), fuggito da una clinica psichiatrica.
- Tom Rica, drogato, è fuggito con Carl dalla stessa clinica.
- Brockley, medico psichiatra.
- Rose Parish, collaboratrice alla clinica, ha simpatia per Carl.
- Mildred Hallman, moglie di Carl.
- signora Gley, madre di Mildred, beve troppo.
- Jerry Hallman, fratello maggiore di Carl.
- Zinnie, moglie di Jerry.
- Martha (7 anni), figlia di Jerry e Zinnie.
- Sam Yogan, giardiniere giapponese della fattoria Hallman.
- signora Hutchinson, ex infermiera di Alicia Hallman, si occupa di Martha.
- Alicia e Jeremiah Hallman, genitori di Jerry e Carl, morti qualche anno prima.
- Grantland (Charlie), medico di famiglia degli Hallman.
- Ostervelt, sceriffo di Puretown (la località dove si svolgono gli eventi).
- Slovekin, giornalista.
- Maude, amica di Tom Rica.

## Edizioni in italiano
- Ross Macdonald, L'inferno è in terra, traduzione di Vittoria Comucci, collana Il Giallo Mondadori n. 517, Milano: 1958
- Ross Macdonald, Lew Archer story, introduzione di Oreste del Buono, collana Omnibus gialli, Milano: A. Mondadori, 1991; (contiene, in trad. italiana: The moving target, The barbarous coast, The doomsters, The galton case)